# 浅場佳苗
浅場 佳苗（あさば かなえ、1990年3月10日 - ）は、日本の女性シンガーソングライター。本名同じ。神奈川県出身。アニメトランスシリーズのボーカル時には「R.Cena」という名義を使用。

## 来歴
- 2008年7月、South to North Recordsより1stシングル「カフェロマーノ」でデビュー。
- 2012年1月、2ndシングル「ヒーロー」をリリース。11月、ソラトニワレギュラー番組開始。
- 2016年12月31日、1stミニアルバム「Happy Birthday!!」を発売。

## 人物
- 出身小学校は藤沢市立鵠沼小学校。小学校時代フラメンコを少しだけ習っていた。
- 弥栄東高校音楽コース23期生
- 愛犬の名前はフェンディ（ミニチュア・ダックスフント　雌）　ドット（ダルメシアン 雄）
- 身長は171cm。
- コーヒーは飲めないが、スターバックスの「ホワイトホットチョコレートモカ」のみ飲める。
- 大のビール好き。一番好きな銘柄はキリン一番搾り。
- アロマテラピストの資格を取得。

## ディスコグラフィ
| シングル      | シングル       | シングル         | シングル      | シングル | シングル | シングル | シングル       | シングル |
|               | 発売日         | タイトル         | 品番          | 作詞     | 作曲     | 編曲     | カップリング曲 | 備考 |
| ------------- | -------------- | ---------------- | ------------- | -------- | -------- | -------- | -------------- | --- |
| 限定盤        | 2008年4月27日  | 紙飛行機         | REY-08001     | 浅場佳苗 | 浅場佳苗 | 石井徳一 | 湘南海岸物語   | ライブ、イベント会場のみで販売。生産終了。 神奈川県フットサル連盟オフィシャルソング。                        |
| 1st           | 2008年7月2日   | カフェロマーノ   | SNF-0129      | 浅場佳苗 | 浅場佳苗 | 石井徳一 | 紙飛行機       | - |
| 2nd           | 2012年1月18日  | ヒーロー         | SNF-0154      | 浅場佳苗 | 浅場佳苗 | 石井徳一 | ふたり         | - |
| ミニアルバム  |                |                  |               |          |          |          |                | |
| 1st           | 2016年12月31日 | Happy Birthday!! |               | 浅場佳苗 | 浅場佳苗 | 浅場佳苗 |                | 東京ビッグサイトにて同日に行われる「コミックマーケット91」にて頒布する他、ネット販売でもお届予定とされている |
| 2nd           | 2017年8月11日  | Monster          | KA-004 KA-005 |          |          |          |                | - |
| 配信限定      |                |                  |               |          |          |          |                | |
| 配信開始日    | 配信開始日     | 曲名             | 品番          | 作詞     | 作曲     | 編曲     | カップリング曲 | 備考 |
| 2012年6月27日 | 2012年6月27日  | Hero -MK Remix-  | -             | 浅場佳苗 | 浅場佳苗 |          |                | iTunes Storeにて配信。                                                                                       |

## フリートラック
- Hero (MK Remix)
- Happy Birthday Core
- ナガレルホシニナレ（ダウンロードには製作者である 浅場佳苗 あるいは MKへのツイッターフォローが必須）

## カバーMV
- This is what it feels like - Armim van Buuren feat. Trevor Guthrie
- Dare You - Hardwell feat.Mathew Koma
- Don't You Worry Child　Swedish House Mafia ft. John Martin
- Heroes (we could be) ft. Tove Lo - Alesso

## 未販売曲
秘密 / 空虚 / 花火 / 一歩 / オレンジ / つばさ / イメージ / メロディ

## 参加作品
ボーカル担当（作詞・作曲を担当した作品も含む）
- NO+CHIN「Harusame feat. fang & Kanae Asaba」
- beatmania IIDX 21 SPADA 「Wonder Girl feat.Kanae Asaba」
- beatmania IIDX 22 PENDUAL 「Sometimes feat. Kanae Asaba/Y&Co.」
- Starving Trancer「Blueness」より「Bright Future」
- Polyphonix「A(Are you ready?)」より「love the way feat.Kanae Asaba」「You're the illest! feat.Kanae Asaba」
- Xceon「罪と罰」より「Bright Future」
- Conures「過去、現在、そして未来」より「Orkidea: Unity feat Kane Asaba (Conures vs Orion & J.Shore Remix)」
- NO＋CHIN「NO＋CHIN CALLING」より「iWish」
- Xceon「EUROBEAT Summit」より「Bright Future"ユーロビート版」
- Polyphonix 「B〔Blossom〕」より「Blossom」「my life」
- SOUND VOLTEX lll GRAVITY WARS 「Virtual Sunrise feat.Kanae Asaba -nana 」
- Polyphonix「O [Obelisk]」より「I Need Your Love feat. Kanae Asaba」
- Conures「イントロダクション オブ 和製ハウス」より「新乃ユキヒデ - Chocolate Brownie Feat. Kanae Asaba (Conures Edit)」
- 「ravemania」より「Thank you - Hommarju」
- beatmania IIDX23 copula「Set U Free feat.Kanae Asaba - Y&Co.」「do the thing feat.Kanae Asaba - MK」
- Ryu☆「MOONLiGHT」より「Infinity Rise」 kradnessとのツインボーカル
- Polyphonix「Rain」より「Rain feat.Kanae Asaba - Polyphonix」「Summer Night feat.Kanae Asaba - Polyphonix」
- 「Urtra Hitech 02」より「Live Nor Die ft.Kanae Asaba - lapix」
- 「Back 2 Summer」より「I’m Falling Love With You - MK & Kanae Asaba」
- TANO*C「HARDCORE SYNDROME X」より「Harf Hearts - aran feat. Kanae Asaba - aran」
- Polyphonix「Polyphonix Countdown vol.01」より「I Believe feat.Kanae Asaba,mana - Polyphonix」
- KO3「星空ワンダーランド」より「Free Falling feat.Kanae Asaba - KO3」
- Tomohiko Togashi「Sights」より「New Direction feat.Kanae Asaba - Tomohiko Togashi」
- Xceon「オルタネイトβ」より「P.l.o.t.S［vocal mix］- Xceon(Guest Vocal Kanae Asaba)」
- YS「Chromosomal Reprogramming」より「Chromosomal Reprogramming」「Transposon」
- Conures「イントロダクション オブ 和製ハウス Vol.3」より「Maya Akai - Side Attack feat. Kanae Asaba(Conures Vocal Edit)」
- League of Legends スターガーディアンのテーマ「Endless Starlight 〜命のキラメキ〜」日本サーバーのオリジナル曲
- beatmania IIDX 24 SINOBUZ 「Remedy feat.Kanae Asaba - Y&Co.」「elemental bender feat.Kanae Asaba - MK」「冬椿 feat.Kanae Asaba - Xceon」
- Xceon「冬椿」より「What can I do (vocal mix) - Xceon ft. Kanae Asaba」
- beatmania IIDX 25 CANNON BALLERS 「ハイ*ビスカス ft.Kanae Asaba - Xceon」「Get Up! feat. Kanae Asaba - MK」「I Love You - O/ivia」
- jubeat festo 「Samba Ramba - Y&Co.feat.Kanae Asaba」
- beatmania IIDX 26 Rootage「夏の匂い。キミの残像。 ft.Kanae Asaba - Xceon」
- CHUNITHM CRYSTAL PLUS 「U ARE - MK&Kanae Asaba」
- DanceDanceRevolution A20 「CARTOON HEROES (20th Anniversary Mix) - nc ft.Jasmine And DARIO TODA」「HAVE YOU NEVER BEEN MELLOW (20th Anniversary Mix) - nc ft.Kanae Jasmine Asaba」
- DanceDanceRevolution A20 PLUS 「Come Back To Me - MK&Kanae Asaba」
- beatmania IIDX 28 BISTROVER 「Don't Stop The Music feat. Kanae Asaba - Nhato」
- beatmania IIDX 29 CastHour 「Blue Bird feat. Kanae Asaba - Nhato」
- KONAMI「pop'n music 解明リドルズ Original Soundtrack」より「謎情の雫 ft. Kanae Asaba」
- beatmania IIDX 31 EPOLIS 「COUNTING SHEEP ft. Kanae Asaba」

編曲担当
- 北村優希「空になって」「となり」「傷だらけのピアノ」
- 井上真希「空につづく約束」
- 関口衣菜「Babies breath」
- Church「恋の常識」
- 西浦秀樹「Glory Days」「missing peace」
- 夏川陽子「扉」
- 泉本麻美子「愛の形」
- 佐々木香奈「おやすみ」
- Party Rockets「初恋ロケット」「弾丸ハイジャンプ」「MIRAIE」
- G☆Girls「tik tok」
- Secret Garden「君がすべて」
- 原田亜由美「みんなの団地/原田亜由美」
- Dorothy Little Happy「Restart」「コトノハ」

ピアノを担当
- 北村優希「ぽっぽ公園」「花あかり」
- 井上真希「恋の予感」
- M with QReA「翼」
- ケイ・グラント「星の輝く夜だから」「朝に・・・」「The Christmas Song」
- Polyphonix 「B〔Blossom〕」「re:vision」

その他担当
- 北村優希「記念樹」ピアノ・編曲
- i*Be「明日へ」ピアノ・コーラス
- 井上真希「やさしいウソ」「それぞれ～some other time～」ピアノ・編曲
- 小野陽子「月下美人」作詞・編曲
- 西浦秀樹「DUSK」作曲・編曲
- Fumi「ロマンティックに眠らせて」「Antique」作曲・編曲
- パチンコ「CR決戦～戦国制覇の道～挿入歌『～TURUGI～』」作詞・編曲

## レギュラー番組
- 浅場佳苗のすっぴんおしゃべり(Spotify Podcast)

## 過去のレギュラー番組
- ごごはらTuesday
- よるはらMonday
- ひるはらSaturday”
- Share the Beauty by GirlsAward
- あさばワンダーランド　ソラトニワFM
- 浅場佳苗のかなえるラジオ　ラジオ日本

## 出演番組
- おはよう鎌倉（2008年5月5日）FM鎌倉
- 湘南リゾートライフ（2008年7月4日）レディオ湘南
- LOVE湘南 SUMMER BREEZE（2008年8月9日）レディオ湘南
- MUSIC　BENKEI（2008年8月31日～9月5日）渋谷FM　全国22ヶ所のコミュニティFMにて放送。
- SoundNAVI（2008年9月1日～9月30日） J-COM湘南の音楽番組
- GOOD MORNING 湘南（2008年9月24日）レディオ湘南
- SURPASS DIRECT WAVE（2008年10月10日～10月13日）
- 藤沢情報NAVI（2008年10月10日～10月16日）J-COM湘南
- Good Time（2008年10月29日）FMサルース
- クローバーインビテーション（2009年1月28日）レディオ湘南
- 宮崎奈穂子の今夜も同じ月の下で（2009年11月16日）すまいるＦＭ
- サタデーナイトガーリーズ（2010年6月25日）FM神戸
- SNR-TV（2011年8月28日）Ustream番組
- 音遊塾（2012年1月11日）FM愛知
- 音遊塾spin-off_16（2012年1月16日-22日）Android端末向け
- SNR-TV（2012年1月22日）Ustream番組
- C-Lip Land（2012年1月27日）FM富士
- GOOD MORNING 湘南（2012年2月1日）レディオ湘南
- BIG TIME TUNE～LET’S GET LOUD～（2012年2月26日）かつしかFM
- organic riddim（2014年4月5日）すまいるFM
- レディオグレープカンパニー（2014年4月14日・9月22日・12月29日）ソラトニワFM ゲスト
- ツが多いよ！4つだよ！（2014年5月25日）ソラトニワFM ゲスト出演
- 「但馬ドキドキ情報局」（2015年4月24日）FMジャングル ゲスト出演
- BEMANI生放送（2015年11月11日）
- 「但馬ドキドキ情報局」（2015年11月13日）FMジャングル ゲスト出演
- 「松屋銀座 presents 太陽のマルシェ×SORAXNIWA」（2016年10月8日、9日）

## 出演ライブ
路上ライブ、タイトル不明のライブは割愛する。
- 弾き語りライブ（2008年7月5日）湘南藤沢Mr.MAX 2部制 デビューライブ。
- 町田HMVインストアイベント（2008年7月6日）
- 目黒コレクション（2008年6月21日から2010年11月23日までに8回出演）目黒食堂
- あいらぶ湘南（2008年9月7日）湘南モールフィル 2部制
- あいらぶ湘南（2008年9月21日）湘南藤沢Mr.MAX 2部制
- グランベリーミュージックブリーズ（2008年11月2日）南町田グランベリーモール 2部制
- あいらぶ湘南（2008年11月9日）OSC湘南シティ 2部制
- アタナリエ”08クリスマスライブ（2008年12月24日、25日、2009年1月4日）熱海市渚親水公園ムーンテラス
- トワイライトライブ「心に沁みる歌を。ピアノ弾き語りライブ」（2009年2月6日）40人限定ライブ
- 浅場佳苗LIVE（2009年2月7日）CAFE gigi
- 浅場佳苗LIVE（2009年2月15日）湘南モールFILL
- DINNER LIVE（2009年3月4日）CAFE gigi
- 北村優希ワンマンライブ（2009年3月19日）ピアノサポートとして参加。
- デビュー1周年記念浅場佳苗ワンマンライブ「浅場佳苗7sus4」（2009年8月29日）目黒食堂
- 神奈川県立弥栄高校文化祭（2009年9月13日）一般公開はなし
- novel colors主催ライブ～カラフルストーリー 第2話～（2009年9月26日）赤坂MOVE
- 赤坂Fantasista（2009年12月16日）赤坂MOVE
- Sky Pop Records presents～空の音～（2009年10月31日）高田馬場Live Cafe mono
- Sky Pop Records presents～空の音～（2009年12月27日）赤坂MOVE
- 井上真希×久保田樹里ツーマンライブ（2010年4月6日）ピアニストとして参加
- Sky Pop Records presents～空の音～（2010年4月25日）LIVECafemono
- 歌の輪（2010年5月11日）渋谷クロール
- 門谷純×聖-satoshi-×浅場佳苗3マンライブ（2010年9月13日）渋谷CRAWL
- KG’S NIGHT（2011年2月17日、8月18日、9月15日、2012年1月19日）a-life-cafe
- Roppongi Colosseum（2011年8月27日、10月30日、12月11日）Nobilduca六本木店
- 2ndシングルリリース記念ワンマンライブ浅場佳苗7sus4 2nd edition（2012年1月22日）ノビルデューカ六本木
- 音のあかり（2012年3月1日、7月19日）北参道・Strobe Cafe
- 気になる桜もよう（2012年3月16日）晴れたら空に豆まいて
- Success Story Vo.８（2012年3月30日）新宿Cat’shole
- さざなみソナタ（2012年5月30日）ストロボカフェ
- X-STREAM HARD（2014年6月1日）club axxcis SHINJUKU
- BAYSIDE HALLOWEEN（2014年10月26日）ベイサイドヨコハマ NO＋CHIN feat. Kanae Aasaba 枠で出演
- L4ST（2015年3月15日）早稲田 茶箱 Polyphonix feat.Kanae Asaba として出演
- Polyphonix〔PUMP UP!!〕（2015年5月23日）渋谷nagomix
- S2TBTANO*C（2015年9月22日）品川ステラボール
- Re:animation（2015年11月1日）中野区役所、サンプラザ前
- Nagomix@Zepp東京（2015年11月3日）
- nagomix COUNTDOWN2015-2016（2015年12月31日） 新宿BLAZE
- Sunday nagomix（2016年5月29日）渋谷nagomix
- S2TBTANO*C 2016（2016年9月18日）品川ステラボール
- Sunday nagomix -2nd anniversary!!（2016年9月25日）渋谷nagomix
- Sunday nagomix（2016年10月30日）渋谷nagomix
- Logicool G Cup 2016（2016年11月3日）渋谷ヒカリエホール
- Sunday nagomix（2016年11月27日）渋谷nagomix
- Polyphonix Countdown 2016-2017（2016年12月31日）新宿FACE
- BEMANI PRO LEAGUE -SEASON 2-×EDP 2022 (2023年10月15日) 東京ドームシティプリズムホール
- BEMANI PRO LEAGUE -SEASON 3-×EDP 2023 (2023年10月14日) 品川インターシティホール

他にフットサル試合会場での歌唱多数。

## 舞台
- ミュージカル「タイム・フライズ」
  - ミュージカル座主宰　シアター1010　星組 仲川陽子役 （2014年12月19日-21日・23日）